# Пароксизмална ноћна хемоглобинурија
Пароксизмална ноћна хемоглобинурија је врста стечене хемолизне анемије, праћене хемоглобинуријом, која се углавном јавља после спавања. То је стечена клонска болест матичне хематопоетске ћелије коју карактерише преосетљивост еритроцита на комплемент. Преосетљивост је последица недостатка гликозил-фосфатидил-инозитола у мембрани хематопоетских ћелија.
Механизам настанка болести није у потпуности јасан, али се зна да у еритроцитима долази до смањења концентрације ензима ацетил-холинестеразе, што изазива повећану фрагилност ћелијске опне еритроцита (већу подложност хемолизи). Еритроцити су, у овој болести, чак 20-40 пута осетљивији на дејство комплемента, нарочито при смањењу  вредности крви што се дешава при спавању.
Уз абнормалност еритроцита, јавља се и абнормалност гранулоцитне и тромбоцитне лозе, а то указује да се поремећај јавља на нивоу матичне ћелије у косној сржи.
Пароксизмална ноћна хемоглобинурија је веома ретка болест, а карактерише је прогресивна анемија, појава тамно обојене мокраће, болови у трбуху, главобоље и интраваскуларне тромбозе (које су и најчешћи узрок смрти болесника), као и хипохромија, хипоферемија, леукоцитопенија, тромбоцитопенија и сл.
За доказивање се користи Хамов тест (за доказивање преосетљивости еритроцита на комплемент), сукроза тест, доказивање хемоглобина и хемосидерина у урину. У налазима се јављају снижене вредности активности холиестеразе у еритроцитима, као и алкалне фосфатазе у леукоцитима. Такође је присутна хемолизна анемија и сидеропенија због хроничног губитка гвожђа. 
Код овог поремећаја не постоји адекватна терапија јер се не зна тачан узрок. У терапији се укључују гликокортикостероиди са циљем спречавања хемолизе. Најнеповољнији исход болести је прелазак у мијелобластну леукемију.